# Hveravellir

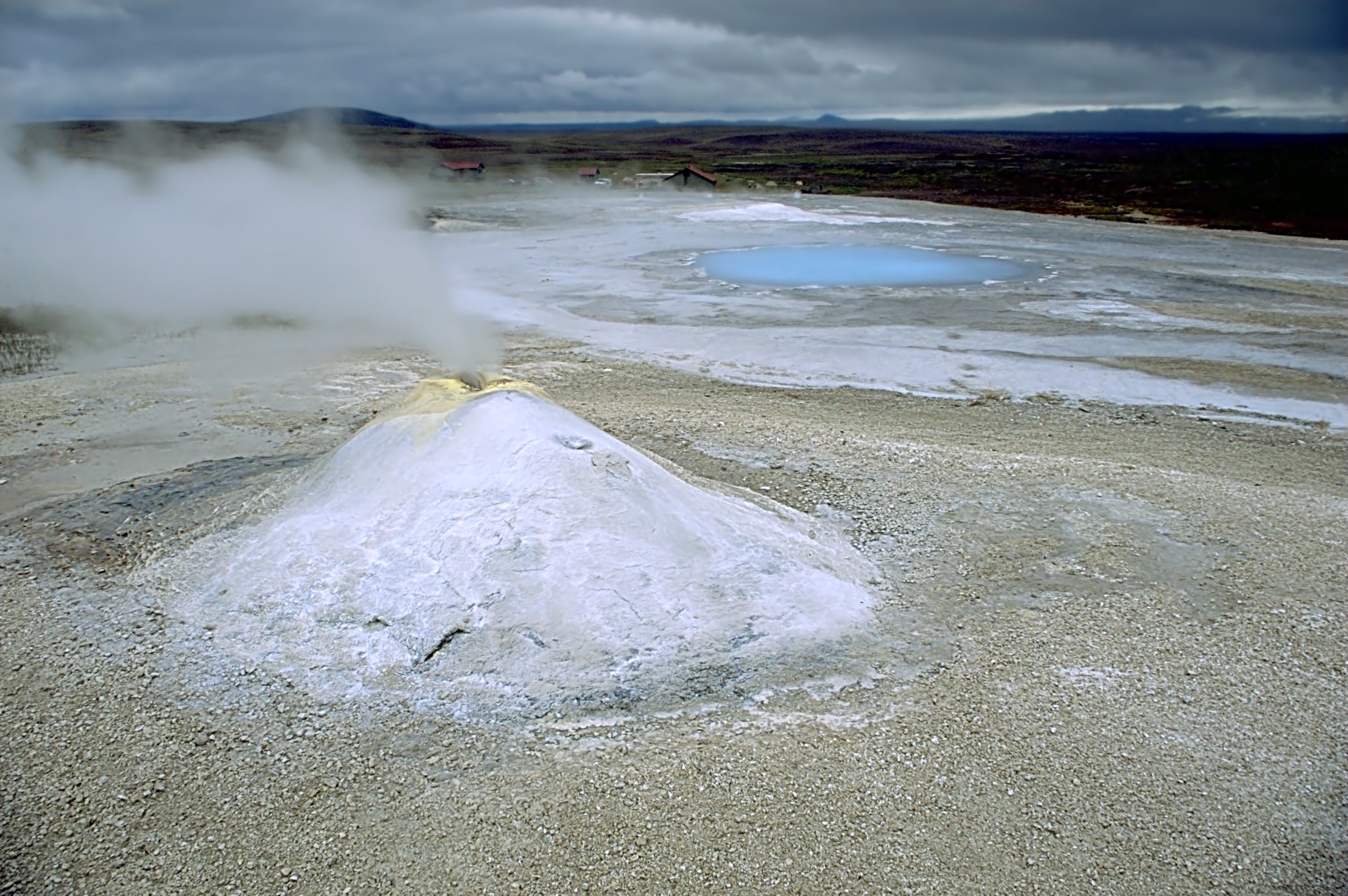
Vue générale du site.

Hveravellir est un site géothermique islandais et un système volcanique de la zone volcanique Ouest.

## Géographie
Situé au centre du pays, entre les glaciers Langjökull et Hofsjökull, Hveravellir est accessible par la piste Kjalvegur mais uniquement de juin à octobre en fonction de la météo.
Ce site est notamment connu pour les sources d'eau chaude et de vapeur qui le composent et est devenu au cours des dernières années un des principaux sites touristiques de l'intérieur de l'île.